# こはまもとこ
こはま もとこ（本名：非公表、旧姓：小濱 幹子(読みは同じ)、1977年10月19日 - ）は、エフエム福岡の元アナウンサーで、現在はフリーアナウンサー。血液型B型。

## 経歴
長崎県出身。長崎県立長崎西高等学校時代にNHK杯全国高校放送コンテストアナウンス部門で2年連続4位入賞。熊本大学文学部卒業後、NHK熊本放送局キャスターを経てエフエム福岡入社。中学校・高等学校の国語の教員免許を所持。2018年3月をもって、エフエム福岡を退社し、以降はフリーとしての活動を行っている。

## エピソード
- コーラスを趣味でやっている。（大会にも出場。）
- 「食いアナ」と自称するほど、食べることが大好き。（このことは共演者の中島にもよくツッコまれる。）
- 以前に占ってもらったときに「食の神がついている」と真面目な顔で言われたという。
- ゴキブリが苦手。過去に自分に向かって飛んできたことがあると番組中に発言している。（放送で中島浩二のような性格のゴキブリだったと発言。）
- 片付けは苦手で、会社のデスクは散らかり気味である。（同僚の香月に手伝ってもらうこともあるほど。）

## 担当番組

### 2017年4月改編後
- MORNING JAM
  - 月 - 木曜担当（2004年4月1日 - 2006年12月28日、2009年9月28日 - 2011年3月31日、2011年9月12日 - 2013年3月28日）
  - 全曜日担当（2007年1月4日 - 2009年1月30日、2009年7月6日 - 9月25日）
  - 月・木曜担当（2013年4月1日 - 2014年2月27日、2014年8月4日 - 2018年3月29日、2019年4月1日 - ）
  - 月・水・木曜担当（2018年4月2日 - 2019年3月28日）
- Re Folk（り・ふぉーく）（土曜　20:30〜20:55）
- FMアルバムコレクション “名曲classics”

### 過去
- ライヴのじかん　※産休中は代打として西川さとりが務めていた。
- 風の音（土曜　22:55〜23:00）
- 朝のあいさつ（放送開始告知）・おやすみのあいさつ（放送終了告知）